# Roger Cuvillier
Roger Cuvillier (2 de julio de 1922 – 14 de enero de 2019) fue un inventor e ingeniero francés que inventó el Pancinor, el primer objetivo con zoom de compensación óptica.

## Primeros años y formación
Roger Cuvilier nació en la ciudad de Lille, situada en el norte de Francia. Estudió en la École centrale de Paris, hasta 1947, y en la École supérieure d'optique, donde se graduó en 1949. Años después pasó a trabajar para SOM-Berthiot, en Dijon, y se quedó allí hasta su jubilación como director de la fábrica principal de la empresa.

## Inventos: el Pancinor
SOM-Berthiot hacia que todos los empleados recorrieran los distintos departamentos de la empresa como aprendices. En una de esas ocasiones, Cuvilier empezó a trabajar en el proyecto de un compañero que trabajaba para la industria del cine, Roger Cornu. Él sugirió crear una sola lente de cámara para reemplazar las tres que se usan en las cámaras de cine (15mm, 25mm y 75mm). Creando un dispositivo basado en cuatro lentes y dos tubos deslizantes, Roger Cuvillier y su equipo desarrollaron el prototipo de una lente zoom que permite triplicar ladistancia focal sin mover el plano focal. Fue patentado el 28 de enero de 1949. Las ventas comenzaron en 1950, bajo el nombre de Pancinor, siendo "Cinor" el nombre comercial de las lentes de película SOM-Berthiot. El Pancinor se fabricó en la fábrica SOM-Berthiot de Dijon, bajo la dirección de Cuvillier, hasta alrededor de 1970.
Roger Cuvillier describió su invento en 2002 con las siguientes palabras: “Partí del sistema afocal que se usa en los binoculares, que se componen de una lente cóncava y otra convexa. Al modificar el espaciado de las lentes, pude obtener una variación en la ampliación, pero también en el enfoque de la imagen. Usando un gráfico, pude identificar la variación que seguía una curva que presentaba dos ramas bastante simétricas. Entonces, tuve la idea de poner dos sistemas de este tipo de extremo a extremo y noté que los aumentos crecían  y que podía obtener una compensación de las variaciones de enfoque. Eso me permitió diseñar un sistema compuesto de cuatro lentes, alternativamente cóncavas y convexas, asegurándome de que las dos lentes convexas móviles se movieran sincronizadas entre sí. Los análisis de laboratorio demostraron que el sistema era válido, lo que significa que podía mantener tanto el enfoque como la luz en una imagen para una variación de distancia focal de hasta 4 aumentos. Aunque el principio el invento era sólido, la imagen era bastante mediocre, pero afortunadamente Raymond Rosier, el ingeniero óptico de la empresa, pudo corregir los errores principales”.